# Maison forte de Mionnaz
La maison forte de Mionnaz est une demeure, du début du XIVe siècle, centre de la seigneurie de Mionnaz, qui se dresse au hameau éponyme sur la commune de Menthonnex-sous-Clermont dans le département de la Haute-Savoie en région Auvergne-Rhône-Alpes.

## Situation
La maison forte de Mionnaz est située dans le département français de la Haute-Savoie sur la commune de Menthonnex-sous-Clermont, sur un coteau, rive droite de la rivière Morge. Elle surveillait la route reliant Chambéry à Genève, par Rumilly et Clermont.

## Historique
En 1278, la maison forte est détenue par un damoiseau, puis par la famille de Mionnaz connu dès le début du XIVe siècle,. Dans la seconde moitié du XVe siècle, elle est la possession de noble Pierre de Mionnaz, écuyer et maître d'hôtel du prince Jean de Savoie. Par mariage elle passe, en 1543, aux mains de la famille de Montfort, puis en 1730, à la famille des Chabod de Saint-Maurice. En 1835, elle est la possession de la famille de Grenaud.

## Description

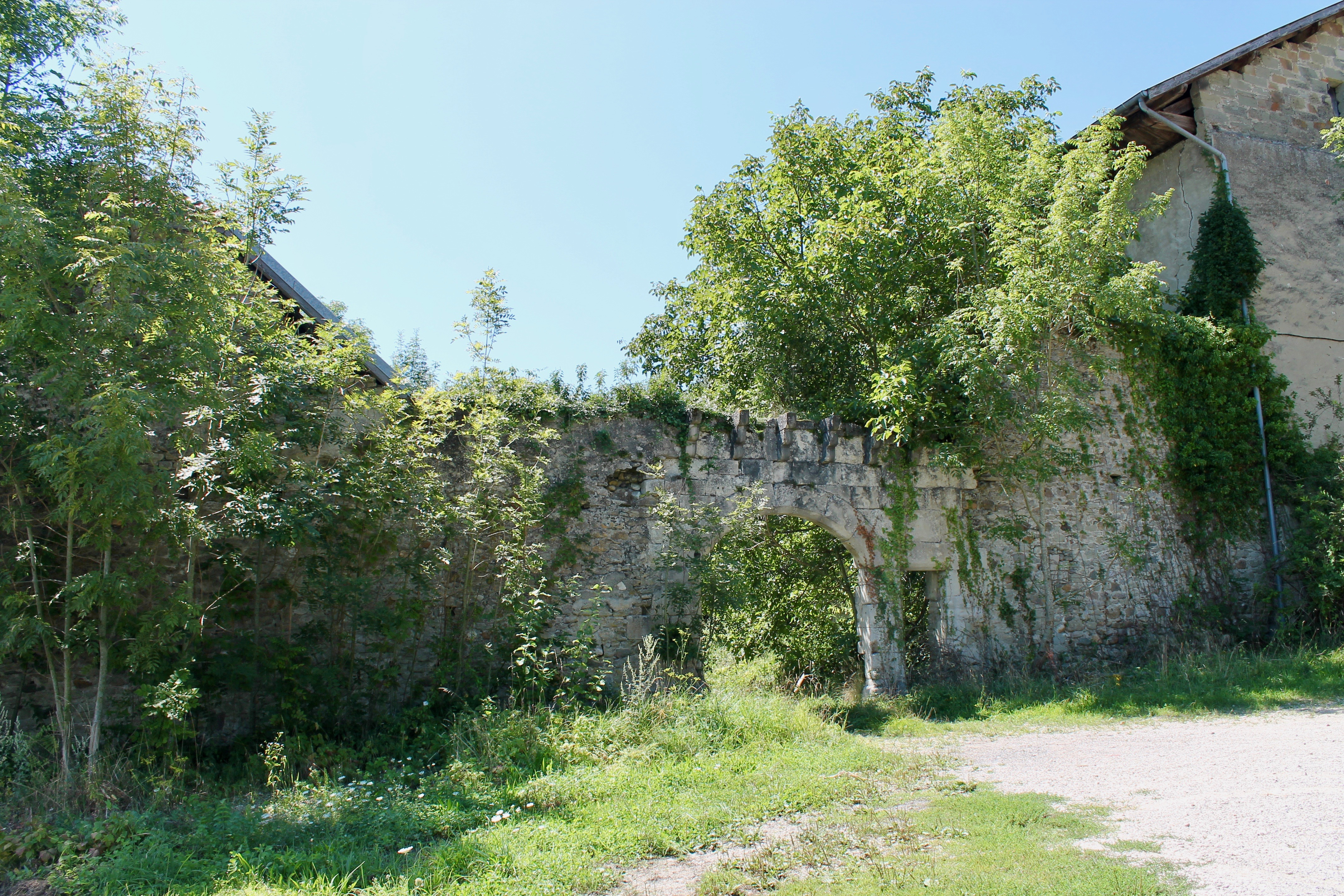
Ruines de la maison forte de Mionnaz.

La maison forte de Mionnaz s'abrite derrière un haut mur d'enceinte maçonné, percé d'une porte charretière vouté en anse de panier et d'une porte piétonne, surmontées de mâchicoulis sur consoles ; il ne reste que ces dernières. Le mur ouest jouxtant la route est encadré par deux tours rondes. Cet ensemble était complété d'une quatrième tour.
La maison forte se présente sous la forme d'un vaste corps de logis quadrangulaire de deux étages. Le bois des solives du plafond de la salle basse daté par dendrochronologie situe l'abattage des bois entre 1325 et 1335.
Le corps de logis abrite au rez-de-chaussée une cheminée à caissons et probablement une chapelle. Un potager a été aménagé à l'intérieur d'une baie.
Au milieu de la façade, qu'éclaire de larges fenêtres à meneaux côté cour, une tour ronde, abrite un escalier à coquille. On l'a arasé pour pouvoir l'inclure sous le même toit que le logis.